# Dionysos
Dionysos - hos romerne kaldt Bacchus - var vinens og ekstasens gud i græsk mytologi. Han hørte til blandt Olympens tolv guder. Skønt han var søn af Zeus og Semele, datter af kong Kadmos og gudinden Harmonia, som selv var datter af Ares og Afrodite, gjaldt han ikke for at være nogen hero. I stedet blev hans liv ophav til dithyramben (oprindeligt en hyldest til Dionysos), komedien og tragedie.

Dionysos var den eneste gud, der ikke gjorde sig skyldig i utroskab. Han blev gift med Ariadne, som Theseus havde efterladt på øen Naxos, for i stedet at tage hendes søster, Fædra eller Phaedra, med til Athen.
Dionysos var guden, der lærte menneskene at dyrke og lave vin. Hans navn kendes tilbage til Linear B, i formen Di-wo-nu-so.
Dionysos satte Ariadnes brudekrone, Corona Borealis, på stjernehimmelen. Hans kvindelige følgere kaldes mænader.

## Forfulgt af Hera
Zeus' søster og hustru Hera var jaloux over den opmærksomhed, hendes ægtefælle i forklædning viste Semele. Letsindigt havde han lovet pigen at indvilge et hvilket som helst ønske, hun ellers måtte have; så Hera nærmede sig pigen og overtalte hende til at forlange, at Zeus skulle vise sig for hende i samme skikkelse, som da han giftede sig med Hera. Først afslog han; men da han jo ikke kunne bryde et edsvoret løfte, ankom han Semeles værelse i sin vogn, omgivet af en frygtelig storm slyngende sin tordenkile, som den gang til sit bryllup. Tordenkilen slog Semele ihjel; men Ge havde ondt af hendes ufødte barn og beskyttede det mod ilden. Zeus skyndte sig at skære sit eget lår op, lagde fosteret derind og bar barnet frem i sin egen krop. Sådan blev Dionysos født som pyrigenes (= ildfødt), merorrhafes (= lårbåret) og diplogennemenos (= to gange født).
Zeus overlod barnet til Semeles søster Ino, der var gift med kong Athamas af Boiotien, og han voksede op hos nymferne; men der er ulige opfatninger af, hvor de holdt til. Den gængse overlevering forlød, at drengen voksede op på Nysa-bjerget, der menes at være Kithairon-bjerget i Boiotien mellem Theben og Eleusis. Ino, Agaue og Autonoe brød op fra deres egne familier for at opfostre drengen. Hans mentor var satyren Silenos (eller Nysos). Spartanerne ville derimod have det til, at Dionysos og hans døde mor skyllede i land på deres strande i en kiste, og at drengen voksede op hos dem; men på Naxos ville folk have det til, at Dionysos blev opfostret på deres ø af hyaderne, der ellers ses på stjernehimmelen.
Han undslap aldrig Heras vrede; hun slog ham med galskab og drev ham til at vandre uden mål fra sted til sted. Hans rejser førte ham til Egypten, Syria og Frygien, hvor Rhea kurerede ham og lærte ham de riter, der senere blev udført til hans ære. Ofte gik han klædt i hjorteskind, med en krans af vinløv om panden, mens han dansede frenetisk med nymferne. Han og hans tilhængere svingede en thyrsos, en stang af en stor fennikel dækket af efeublade og løv, og altid kronet af en pinjekogle.
De, der ønskede ham velkommen, blev belønnet med udskænkning af hans vin til glæde og trøst. Men drev nogen ham bort, slog hans vin dem med en galskab, der drev dem til at begå forbrydelser. I Aetolia blev Dionysos gæstfrit modtaget af kong Oeneas (af oinos = vin), og forærede ham til gengæld en vinranke til udplantning. Den samme gave modtog atheneren Ikarios, der delte den med sine landsmænd; men uheldigvis tænkte han ikke på at udspæde vinen med vand, og blev stenet ihjel af en gruppe berusede fårehyrder i den tro, at han havde forgivet dem. Ikarios' datter Erigone og trofaste hund Maira ledte efter ham, og, da de fandt ham død, hængte pigen sig i et træ, mens hun bad til guderne om, at de andre piger i Athen kom til at gøre det samme. Hunden druknede sig i en brønd. Dionysos blev rasende over det indtrufne, og satte Ikarios, Erigone og Maira på stjernehimmelen som Bjørnevogteren, Jomfruen og Lille Hund. Derefter slog han Attika med tørke; og mange athenske kvinder hængte sig, tilsyneladende umotiveret. Et orakel rådede athenerne til at indstifte en højtid for at formilde vinguden. Festivalen kaldtes aiora (= gyngen), hvor små billeder (latin oscilla) svingede fra træerne, og frugt blev ofret.
Kong Minyas' døtre tog afstand fra Dionysos og hans riter, da de andre kvinder løb ud i skoven for at fejre vinguden. Som straf blev Minyas' døtre ramt af galskab, rev et barn itu - det kaldtes sparagmos  - og vandrede formålsløst omkring, inden de blev omskabt til fugle. Kong Pentheus i Theben arresterede Dionysos, men denne fik snakket kongen rundt og overtalt ham til at belure sin egen mor, Agave, der uden at nøle rev sin egen søn itu sammen med de andre kvinder, da de i forvildelse tog ham for at være et vilddyr.
Som voksen satte han kursen mod Olympen, men standsede på vejen i Hades, hvorfra han hentede sin afdøde mor Semele, som derigennem blev udødelig.

## Bacchanterne. En græsk tragedie af Euripedes.
Dionysos vandrede langt omkring, inden han kom til hans egen fødeby, Theben, hvor også hans mor Semele var født og siden død. Der overhørte han to kvinder, der såede tvivl om hans guddommelighed, og han slog dem med religiøst vanvid, hvilket blev til de første to bacchanter. Siden fulgte resten af Thebens kvinder med; de drog til skovs og sang, dansede i religiøst ekstase, tæmmede de vilde dyr og ofrede vin og efeu til Dionysos. Også den vise seer Theresias og Thebens grundlægger Kong Kadmos anerkendte Dionysos' guddommelighed og deltog side om side med bacchanterne i ritualerne til ære for ham. Ikke alle var dog særligt begejstret for Dionysos, og Kong Kadmos' barnebarn Kong Pentheus overhørte alle advarsler fra sin bedstefar og den vise seer Teresias om ikke at anerkende Dionysos' guddommelige magt og så tværtimod denne nye kult som en trussel mod den almindelige samfundsorden.
Dionysos blev sat i Kong Pentheus' fangekælder, og kulten blev forbudt ved lov. Men kong Pentheus havde forregnet sig. Et voldsomt jordskælv ramte byen og ødelagde paladset, så Dionysos kunne undslippe til de omkringliggende skove og deltage i sin egen kult. Senere vendte Dionysos incognito tilbage til det ødelagte palads og overtalte Kong Pentheus til at forklæde sig som kvinde og deltage i kulten, så han kunne indsamle beviser mod kulten. Kong Pentheus tog afsted, og i deres vanvid så bacchanterne en løve, som de nedlagde med stor iver. Den stolteste jægerkvinde var ingen ringere end kongemoderen Agave, som skar hovedet af sin søn og fremviste stolt, hvad hun i sin religiøse ekstase tog for at være et løvehoved. Stor var hendes sorg naturligvis, da hun kom til sig selv og så, at hun havde halshugget sin egen søn. Også Kong Kadmos sørgede over tabet af sit elskede barnebarn. Dionysos derimod fastholdt, at det var en retfærdig straf for Kong Pentheus' hybris.

## Dionysos og Jesus
Herodot identificerede Dionysos med Osiris. Desforuden er Dionysos blevet afbilledet, som om han blev korsfæstet, og man har derfor set efter flere paralleller mellem ham og Jesus. Symbolet for Jesus var en fisk, for Dionysos en delfin. Begge knyttes til vin: Dionysos ved at lære menneskene om den; Jesus forvandlede vand til vin. Begge var talsmænd for fred, og brød sig ikke om personers stand eller sociale baggrund. Sekulære myndigheder prøvede at standse dem; Pilatus i Jesu tilfælde, og kong Pentheus i Theben overfor Dionysos, fortæller Euripides os i skuespillet Bakkantinderne. Begge havde et hedonistisk livssyn: Dionysos lokkede kvinderne ud af hjemmet og til at følge sig i larmende optog; Jesus, da han talte om at leve som "liljerne på marken", uden tanke for at samle i lader.

## Historisk oprindelse
Grækerne tog mange mytiske figurer fra thrakisk mytologi til sig, blandt andet den thrakiske Sabazios, en himmelgud afbildet til hest. Hos grækerne blev han givet en ny identitet som guden Dionysos.